# Jim (film)
Jim (oryginalny tytuł: Jim: The James Foley Story) –  amerykański film dokumentalny w reżyserii Briana Oakesa z 2016 roku.

## Fabuła
Film opowiada historię dziennikarza Jamesa Foleya, zamordowanego  w 2014 roku przez terrorystów ISIS.

## Nagrody i nominacje
Źródło: Filmweb
- 2016	Nagroda Publiczności Sundance Film Festival za najlepszy amerykański film dokumentalny[3][4]
- 2016 nominacja do Głównej Nagrody Jury Sundance Film Festival	za najlepszy film dokumentalny
- 2016: Nagroda Emmy za wyjątkowe zasługi w tworzeniu filmów dokumentalnych (Eva Lipman, George Kunhardt, Jacqueline Glover, Peter W. Kunhardt, Sheila Nevins, Teddy Kunhardt)[5]
- 2017: nominacja do Oscara za najlepszą piosenkę, „The Empty Chair” (autorzy:  J. Ralph i Sting, wyk. Sting)[6]